# 아름중학교
아름중학교(아름中學校)는 대한민국 세종특별자치시 아름동에 있는 공립 중학교이다.

## 학교 연혁
- 2014년 3월 1일 : 아름중학교 개교
- 2021년 3월 1일 : 제3대 서재남 교장 부임
- 2022년 6월 7일 : 아름중학교 2캠퍼스 준공(1학년)
- 2022년 7월 11일 : 2캠퍼스 교육과정 분리운영(1학년)
- 2023년 1월 6일 : 제9회 졸업식(328명, 총 2,611명 졸업)
- 2023년 3월 4일 : 2023학년도 입학식(470명)
- 2024년 9월 1일: 제4대 김민영 교장 부임

## 참고 자료
- 아름중학교 - 한국교육학술정보원 학교알리미